# Simpson Bluff
Das Simpson Bluff ist eine breite und vereiste Landspitze am östlichen Ende der Thurston-Insel vor der Eights-Küste des westantarktischen Ellsworthlands. Sie liegt zwischen dem Levko-Gletscher und dem Savage-Gletscher, wo beide in die Seraph Bay münden.
Das Advisory Committee on Antarctic Names benannte sie 2003 nach R. M. Simpson, der als Besatzungsmitglied an Bord von Flugzeugen der Ostgruppe während der von der United States Navy durchgeführten Operation Highjump (1946–1947) an der Erstellung von Luftaufnahmen von der Thurston-Insel und der benachbarten Festlandküste beteiligt war.